# Racibórz
Racibórz (in slesiano Raćibůrz, in tedesco Ratibor, in ceco Ratiboř) è una città polacca del distretto di Racibórz nel voivodato della Slesia. Ricopre una superficie di 74,96 km² e nel 2006 contava 60 218 abitanti.

## Storia
Fino alla fine del V secolo fu abitata dalla tribù germanica dei Silingi. Una delle città più antiche della Silesia Superiore, era sede di una fortezza di collina dove la rotta commerciale diretta verso Cracovia attraversava il fiume Oder. In passato fu capitale del Ducato di Racibórz, nato nel 1172 e terminato nel 1742 con l'annessione del territorio alla Prussia.
Esiste l'ipotesi che questa cittadina sia stata menzionata per la prima volta nell'opera del Geografo bavarese Descriptio civitatum et regionum ad septentrionalem plagam Danubii (Descrizione delle città e delle terre a nord del Danubio) dell'845, come una delle cinque fortezze della popolazione dei Golensizi, una tribù appartenente agli Slavi occidentali.
Il nome della città è di origine slava e probabilmente deriva dal nome del suo fondatore, un non meglio identificato Duca Raciboro.
La prima fonte certa che menziona la cittadina è la cosiddetta Cronaca polacca o Cronicae et impresa ducum sive principum Polonorum del benedettino Gallus Anonymus nel 1108, quando il duca polacco Boleslao III di Polonia durante la sua offensiva contro l'invasione dal territorio boemo del duca Svatopluk di Boemia, prese possesso di Racibòrz. Il dominio polacco sulla cittadina fu confermato nel 1137, quando essa entrò a far parte del Ducato di Slesia, secondo la volontà del duca Boleslao III.
Dal 1155 Racibòrz divenne sede di una castellania e divenne la prima capitale storica della Silesia Superiore, quando venne istituito il Ducato di Racibórz, dal Piast di Slesia Miecislao IV di Polonia, quando nel 1172 venne spartito per la prima volta il territorio della Slesia. Dal 1202 il Duca Miecislao governò su tutta la Silesia superiore con il titolo di Duca di Opole e Racibórz.

## Amministrazione

### Gemellaggi
- Villeneuve-d'Ascq
- Wrexham

## Sport
L'unica squadra calcistica di Racibórz è RTP Unia Racibórz che si allena allo Stadion OSiR.